# Joseph Conrad
Joseph Conrad, nato Józef Teodor Konrad Korzeniowski (AFI: [ˈjuzɛf tɛˈɔdɔr ˈkɔnrat kɔʐɛˈɲɔfskʲi]; Berdičev, 3 dicembre 1857 – Bishopsbourne, 3 agosto 1924), è stato uno scrittore e navigatore polacco naturalizzato britannico.
Considerato uno dei più importanti scrittori moderni in lingua inglese, Conrad è stato capace, grazie a un ricchissimo linguaggio (nonostante l'inglese fosse soltanto la sua terza lingua, dopo quella polacca materna e quella francese), di ricreare in maniera magistrale atmosfere esotiche, riflettendovi i dubbi dell'animo umano nel confronto con terre selvagge.
Sebbene molte delle sue opere siano pervase di non pochi elementi di ispirazione romantica, è considerato soprattutto un importante precursore della letteratura modernista e il suo originale e polifonico stile narrativo e i suoi personaggi anti-eroici hanno influenzato diversi scrittori a lui successivi, tra i quali Jack London, Ernest Hemingway, David Herbert Lawrence, Graham Greene, William S. Burroughs, Joseph Heller, V.S. Naipaul e John Maxwell Coetzee. Ha ispirato inoltre diversi film, tra cui Lord Jim, I duellanti e Apocalypse Now (liberamente tratto dal suo Cuore di tenebra).
Mentre l'Impero britannico raggiungeva il suo apice, Conrad sfruttò la sua esperienza dapprima nella marina francese e, successivamente, in quella britannica per scrivere romanzi e racconti che riflettono aspetti di un impero "globale" e, allo stesso tempo, esplorano gli abissi della mente umana.

## Biografia

### Giovinezza
Conrad nacque a Berdyčiv, in Podolia, una regione storica est-europea appartenuta al Regno di Polonia fino al 1793, quando venne annessa all'Impero russo a seguito della seconda spartizione della Polonia (oggi facente parte dell'Ucraina), il 3 dicembre del 1857, figlio unico di Apollo Korzeniowski e della sua consorte Ewa Bobrowska, entrambi appartenenti a nobili famiglie polacche. Il padre, uno scrittore, traduttore ed attivista politico, conosciuto soprattutto per le tragedie patriottiche e per le traduzioni dall'inglese e dal francese di Shakespeare, Victor Hugo e Charles Dickens, incoraggiò il figlio a leggere molto in polacco e in francese, consiglio che Conrad seguì alla lettera.
Nel 1861 il padre di Conrad fu arrestato dalle autorità zariste per il suo coinvolgimento attivo in ciò che sarebbe diventata la Rivolta di gennaio del 1863-1864 e venne perciò esiliato dapprima a Vologda e poi a Černihiv. La madre, sofferente di tubercolosi, morì nel 1865 e il padre iniziò a soffrire di una crisi depressiva e religiosa, morendo anch'egli quattro anni più tardi a Cracovia.
Rimasto dunque orfano a soli undici anni, il giovane Conrad venne affidato alle cure dello zio materno Tadeusz Bobrowski, il quale si occupò della sua istruzione. Conrad ebbe problemi di salute e, non riuscendo a concludere gli studi, fu affidato a un precettore privato, con il quale fece anche alcuni viaggi. Sviluppò ben presto una vera passione per la vita di mare, ma lo zio riteneva che diventare un capitano di mare sarebbe stato un tradimento nei confronti dei genitori e non assecondò questa sua inclinazione. Nel momento in cui, però, il nipote corse il rischio di essere arruolato nell'esercito zarista, lo zio si prodigò per farlo partire per la Francia proprio come marinaio. Nel 1874, il giovane Conrad si presentò a Marsiglia con una lettera di raccomandazione per imbarcarsi su un brigantino diretto nella Martinica.

### Viaggi
Conrad ebbe una vita avventurosa, fu coinvolto nel commercio di armi e in cospirazioni politiche, episodi che in seguito descriverà nel suo romanzo The Arrow of Gold (La freccia d'oro), ed ebbe una disastrosa storia d'amore che lo gettò nella disperazione. Il viaggio verso le coste del Venezuela gli fornì materiale per il suo Nostromo. Il primo ufficiale di quel vascello, tale Dominique Cervoni, diventò il modello per la caratterizzazione di tanti marinai protagonisti dei suoi scritti.
Nel 1876 si fermò per alcuni mesi a Parigi e qui condusse una vita da "bohémien". Nel 1878, dopo aver perso al gioco la sua rendita annua, tentò il suicidio. Messo a tacere questo episodio (lo zio Tadeusz fece credere che le ferite fossero causa di un incidente di duello), Conrad prese servizio sulla sua prima nave britannica diretta a Costantinopoli. Fu una svolta per la sua vita: durante i lunghi viaggi che effettuò per la marina britannica, ebbe modo di imparare la lingua e prese familiarità con i classici della letteratura (Byron, Shakespeare, Carlyle, James).
Imparò quindi la lingua inglese piuttosto tardi, intorno ai vent'anni, ma la padroneggiò molto velocemente. Dopo aver effettuato i dovuti studi nautici, prestò servizio in qualità di ufficiale di coperta e poi, con il grado di capitano, su navi mercantili britanniche per un totale di sedici anni, effettuando viaggi in Estremo Oriente (Sumatra). Nel corso della sua vita di navigante fu a bordo di una nave che, a seguito di un incendio, naufragò, costringendo il futuro scrittore a passare più di dodici ore su una scialuppa di salvataggio. L'esperienza gli servì da spunto per il breve racconto Youth. 

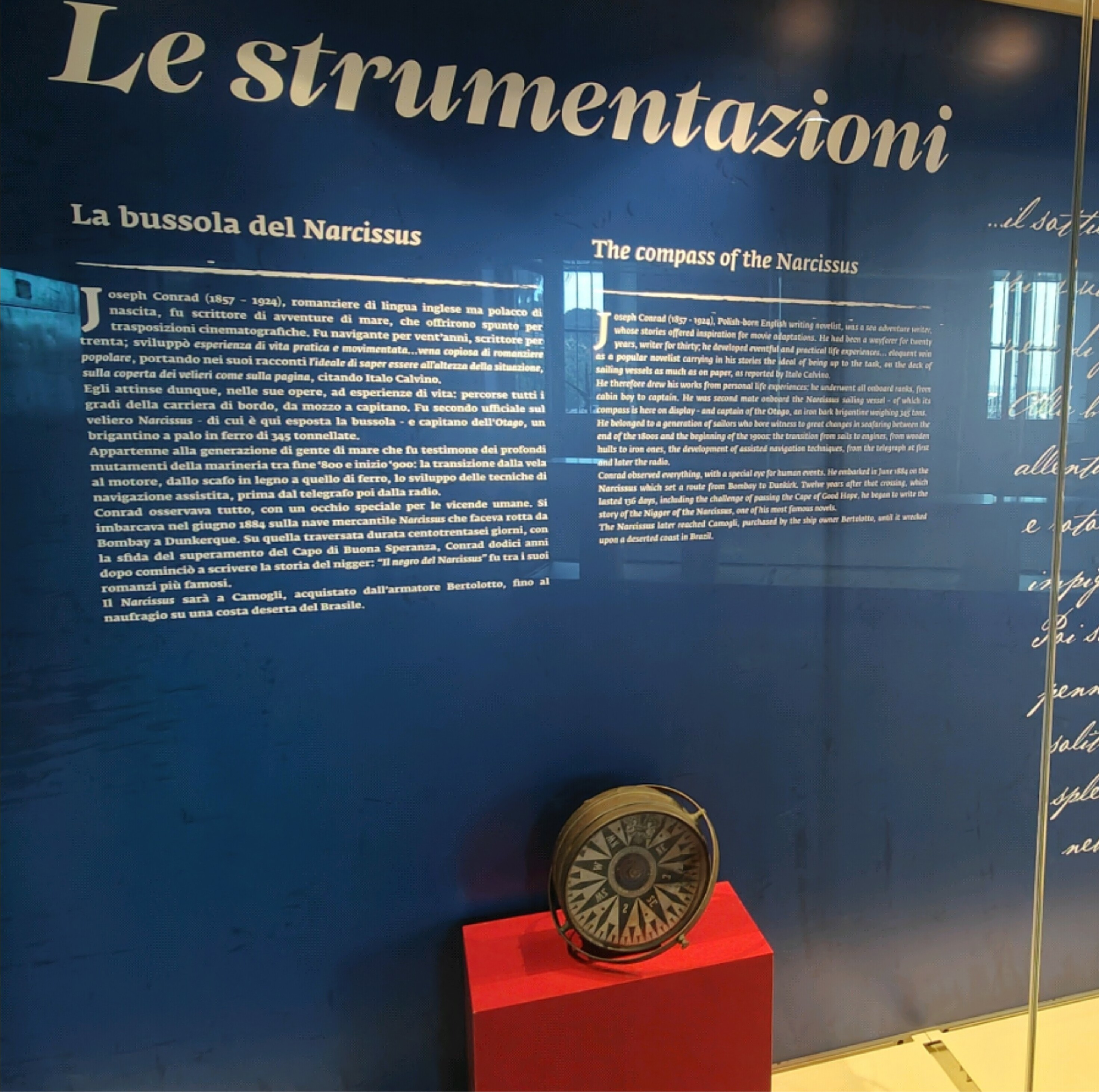
La bussola originale appartenuta alla nave Narcissus (Museo navale di Imperia)

Nel 1883 si imbarcò sul Narcissus a Bombay. Da quel viaggio prese ispirazione per il romanzo del 1897 Il negro del "Narciso"; a questo racconto Conrad premise una celebre prefazione, un vero e proprio manifesto letterario, che allora non gli venne pubblicato, ma che resta senz'altro una delle più significative pagine del Conrad saggista. La prefazione inizia con queste parole: "Un'opera che aspiri, anche se umilmente, al rango di opera d'arte deve trovare la giustificazione alla propria pretesa in ogni singola frase". La navigazione nell'arcipelago sud-asiatico gli fornì anche materiale per i romanzi Lord Jim e Un reietto delle isole. Nel 1886 ottenne la cittadinanza britannica.
Conrad ebbe sempre, fin dall'infanzia, il desiderio di visitare l'Africa, desiderio realizzato nel 1889, quando pianificò di raggiungere il Congo. Diventò capitano di un vascello a vapore diretto in quel paese. Le atrocità delle quali fu testimone e le sue esperienze vissute non solo furono la materia del suo romanzo più famoso e ambiguo, Cuore di tenebra, ma cristallizzarono la sua visione della natura umana e le sue convinzioni in merito.
Questi aspetti furono in un certo modo influenzati anche dal trauma emotivo del viaggio e dalla malattia cronica che qui contrasse (in Cuore di tenebra Conrad analizza i mali dell'imperialismo in Africa, che stravolge la realtà delle popolazioni indigene). Durante il viaggio diventò amico di Roger Casement, il cui resoconto dal Congo del 1904 descrive in modo dettagliato gli abusi sofferti dalle popolazioni indigene. La descrizione del viaggio di Marlow, il protagonista del romanzo, lungo il fiume Congo segue lo stesso itinerario di Conrad.
In quel periodo Conrad sviluppò una propria visione disturbata della natura del male. Le esperienze di solitudine nel mare, di corruzione e di mancanza di pietà da parte della natura convergono per formare una coerente e tetra visione del mondo. L'isolamento, l'illusione e la risoluzione senza rimorso delle conseguenze delle debolezze dei personaggi sono i fili che tengono uniti la maggior parte dei lavori dello scrittore. Il senso di solitudine nella sua vita di esilio trovarono voce nel breve racconto del 1901 Amy Foster.

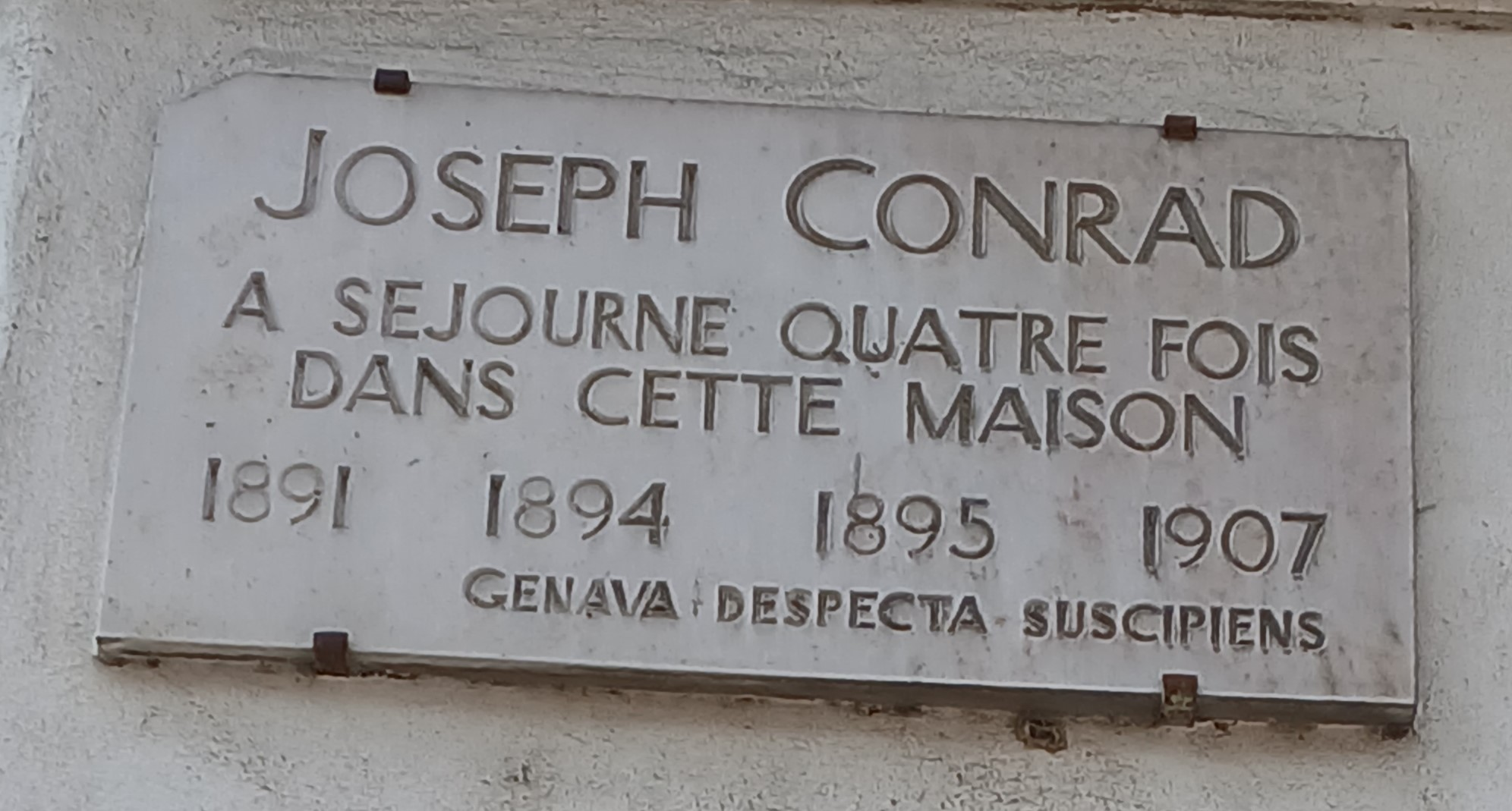
Targa commemorativa a Ginevra

Si recò infine anche a Ginevra, dove soggiornò quattro volte: nel 1891, 1894, 1895 e 1907.

### Il romanziere
Nel 1894, all'età di trentasei anni, Conrad lasciò la vita di mare e si dedicò completamente alla scrittura; scrisse in lingua inglese. Il suo primo romanzo, La follia di Almayer, ambientato sulla costa orientale del Borneo, fu pubblicato nel 1895. Con il seguente, Un reietto delle isole (1896), gettò le fondamenta per la reputazione di romantico narratore di storie esotiche, un fraintendimento dei suoi scopi che lo avrebbe avvilito e frustrato per il resto della sua carriera.

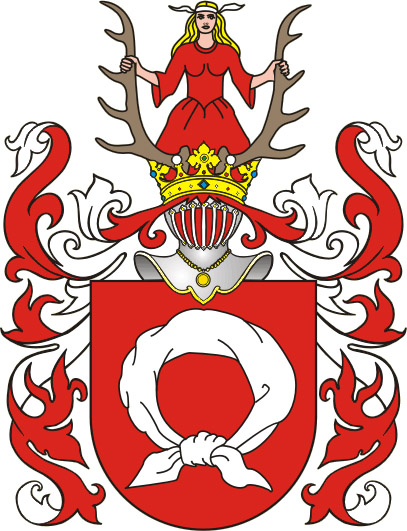
Il blasone ereditario polacco di Conrad

Nel 1896 sposò la ventiduenne inglese Jessie Emmeline George (nata il 22 febbraio 1873 in Dulwich - Londra e morta il 6 dicembre 1936 a Londra), che gli darà due figli, Borys Alfred (nato il 15 gennaio 1898 e morto il 13 novembre 1978) e John Alexander (nato il 2 agosto 1906 e morto il 10 ottobre 1982). Il successo finanziario però non arrise a Conrad, anche se una pensione di 100 sterline all'anno gli fece tirare il fiato e i collezionisti iniziarono a comperare i suoi manoscritti. La salute restò precaria per il resto dei suoi giorni, ma continuò a lavorare senza sosta.
Dopo aver viaggiato per alcuni anni, Conrad si stabilì con la moglie a Stanford-le-Hope, un villaggio sulla foce del Tamigi, nella contea dell'Essex. Egli passò gli ultimi anni a Bishopsbourne, un villaggio che si trova nell'area naturalistica di Kent Downs, dove morì il 3 agosto 1924 per arresto cardiaco. A quel tempo la sua casa si chiamava Oswalds, mentre ora porta il nome di Conrad Hall ed è adibita a sala comune del paese. Al modesto funerale parteciparono solo alcuni vecchi amici, conoscenti e dei giornalisti.
Conrad è sepolto con la moglie nel cimitero di Canterbury. Sulla lapide è inciso - in maniera un po' storpiata - il suo vero nome, Joseph Teador Conrad Korzeniowski, accompagnato da un'epigrafe tratta dai versi de La regina delle fate del poeta elisabettiano Edmund Spenser: «Il sonno dopo la fatica, un porto dopo mari tempestosi, la quiete dopo la guerra, la morte dopo la vita, quale grande soddisfazione...»; questa stessa epigrafe fu già adoperata da Conrad per il suo romanzo The Rover, la sua ultima opera completa. 
Nel 1924, l'anno della sua morte, Conrad, che possedeva un blasone ereditario polacco, rifiutò l'offerta di entrare nell'ordine dei cavalieri inglesi (ordine non ereditario) da parte del primo ministro laburista Ramsay MacDonald.
Cuore di tenebra, il suo capolavoro, è ancor oggi famosissimo per aver ispirato al regista Francis Ford Coppola la storia del suo film Apocalypse Now, ambientato nel periodo della guerra del Vietnam.

## Stile
Uomo emotivo soggetto a depressione, insicurezza e pessimismo, Conrad disciplina il suo temperamento romantico con un illuminante moralismo. Come artista, aspira, come scritto nella prefazione del suo Il negro del "Narciso" (1897):

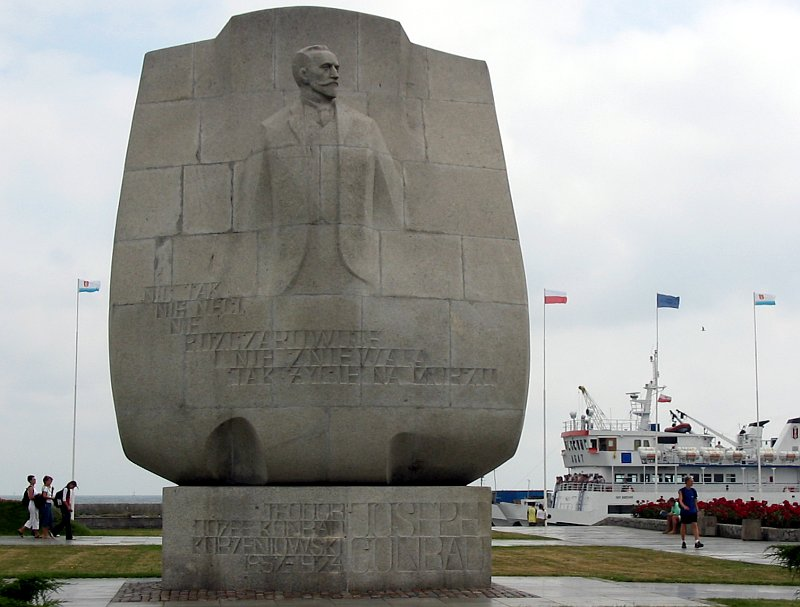
Monumento a Conrad in Gdynia, Polonia, sulla costa del Mar Baltico

Conrad scrive nel periodo che dal punto di vista delle arti visive si chiama Impressionismo, dimostrandosi uno scrittore di prosa dei più alti. La particolarità dell'universo dipinto dai suoi romanzi, paragonato ai quasi contemporanei come John Galsworthy, è legata al fatto che egli difficilmente riesce a creare il "senso di un posto", sia che sia a bordo di una nave o in un villaggio lontano. Spesso infatti sceglie di collocare i suoi personaggi in situazioni isolate o confinate. Il suo linguaggio è evocativo e, essendo l'inglese la sua terza lingua, risente dell'influenza delle altre due, il polacco e il francese. Questa caratteristica dà un aspetto esotico al suo inglese che sembra insolito anche quando è grammaticalmente corretto.
I critici letterari del tempo da una parte commentavano favorevolmente gli scritti di Conrad e dall'altra sottolineavano che il suo stile esotico, la sua narrazione complicata, i profondi temi letterari e il pessimismo spesso scoraggiavano il lettore. Pur tuttavia, quando le idee di Conrad furono confermate dagli eventi del XX secolo, egli fu ammirato per le sue convinzioni che sembravano all'unisono con i tempi a lui posteriori piuttosto che con quelli a lui contemporanei. La visione della condizione umana di Conrad era in effetti desolatamente lucida.
Fin dai suoi esordi Conrad fu molto stimato dai letterati contemporanei e con alcuni di questi strinse rapporti di amicizia: Henry James, H.G. Wells, Stephen Crane, William Henry Hudson.
Molto conosciuta tra gli ufficiali delle Marine dei paesi di lingua inglese è la sua Command at Sea.

## Opere

### Romanzi e racconti
- L'ufficiale dai capelli neri (The Black Mate, 1886), raccolto postumo in Tales of Hearsay (1925)
- La follia di Almayer (Almayer's Folly: A Story of an Eastern River, 1895)
- Un reietto delle isole (An Outcast of the Islands, 1896)
- Il negro del narcissus (The Nigger of the "Narcissus": A Tale of the Sea, pubblicato per la prima volta con il titolo The Children of the Sea: A Tale of the Forecastle, 1897), Mattioli 1885, Fidenza 2014 traduzione di Franca Brea ISBN 978-88-6261-368-2
- Racconti inquieti o Racconti dell'inquietudine (Tales of Unrest, 1898), contiene 5 racconti:
  - Karain: un ricordo (Karain: A Memory, novembre 1897)
  - Gli idioti (The Idiots), scritto durante la luna di miele, già pubblicato in "The Savoy" (ottobre 1896)
  - Un avamposto del progresso (An Outpost of Progress, giugno-luglio 1897)
  - Il ritorno (The Return, 1898)
  - La laguna (The Lagoon, gennaio 1897)
- Lord Jim (Lord Jim, 1900)
- Gli eredi o Erediteranno la terra (The Inheritors: An Extravagant Story, con Ford Madox Ford, 1901)
- Gioventù e altri due racconti (Youth, a Narrative and Two Other Stories, 1902), contiene:
  - Giovinezza (Youth: A Narrative, settembre 1898)
  - Cuore di tenebra (Heart of Darkness, marzo-aprile 1899); Cuore di tenebra, Mattioli 1885, Fidenza 2007 ISBN 978-88-89397-54-1
  - Al limite estremo (The End of the Tether, luglio-dicembre 1902)
- Tifone (Typhoon, 1902)
- Preface to the Nigger of the "Narcissus", 1902, poi anche come On the Art of Writing
- Typhons and Other Stories (1903), contiene:
  - Typhoon (gennaio-marzo 1902)
  - Falk (Falk: A Reminiscence, 1903)
  - Amy Foster (dicembre 1901)
  - Domani (To-morrow, agosto 1902), poi come opera teatrale con lo stesso titolo (1904) o con il titolo One Day More (1917)
- Avventura romantica (Romance: A Novel, con Ford Madox Ford, 1903)
- Nostromo (Nostromo: A Tale of the Seaboard, 1904)
- The Mirror of the Sea: Memories and Impressions (1906), contiene:
  - Landfalls and Departures [I-III] (gennaio 1905)
  - Emblems of Hope [IV-VI] (febbraio 1905)
  - The Fine Art [VII-IX] (aprile 1905)
  - Cobwebs and Gossamer [X-XII]
  - The Weight of the Burden [XIII-XV]
  - Overdue and Missing [XVI-XIX] (marzo 1904)
  - The Grip of the Land [XX-XXI] (dicembre 1904)
  - The Character of the Foe [XXII-XXIV] (marzo 1905)
  - Rulers of East and West [XXV-XXIX] (maggio-giugno 1905)
  - The Faithful River [XXX-XXXII] (dicembre 1904), poi come London's River (aprile 1919)
  - In Captivity [XXXIII-XXXIV] (settembre 1905)
  - Initiation [XXXV-XXXVI] (gennaio 1906)
  - The Nursery of the Craft [XXXVII-XXXIX]
  - The Tremolino [XL-XLV]
  - The Heroic Age [XLVI-XLIX]
- L'agente segreto (The Secret Agent: A Simple Tale, 1907)
- Un gruppo di sei (A Set of Six, 1908), contiene:
  - Gaspar Ruiz: A Romantic Tale (luglio-ottobre 1906)
  - La spia o Il delatore (The Informer: An Ironic Tale, dicembre 1906)
  - La bestiaccia: racconto indignato (The Brute: An Indignant Tale, dicembre 1906)
  - L'anarchico (An Anarchist: A Desperate Tale, agosto 1906)
  - Il duello o I duellanti (The Duel: A Military Tale, gennaio-maggio 1908)
  - II Conde: A Pathetic Tale (agosto 1908)
- Il compagno segreto (The Secret Sharer, 1909), poi in "Harper's" (1910)
- Sotto gli occhi dell'occidente (Under Western Eyes, 1911)
- Memorie (Some Reminiscences, 1912), ricordi da "The English Review" (dicembre 1908-giugno 1909), pubblicato anche come A Personal Record; Memorie, Mattioli 1885, Fidenza 2010 traduzione di Cecilia Mutti ISBN 978-88-6261-159-6
- Racconti di mare e di costa ('Twixt Land and Sea: Tales, 1912), contiene:
  - Un briciolo di fortuna (A Smile of Fortune: Harbour Story, febbraio 1911)
  - Il compagno segreto (The Secret Sharer, agosto-settembre 1910)
  - Freya delle sette isole (Freya of the Seven Islands: A Story of Shallow Waters, aprile 1912)
- Destino o Il caso (Chance: A Tale in Two Parts, 1913)
- Entro le maree (Within the Tides, 1915), contiene:
  - Il socio (The Partner, 1911)
  - La locanda delle streghe: una scoperta (The Inn of the Two Witches: A Find, 1913)
  - Per colpa dei dollari (Because of the Dollars, 1914)
  - Il piantatore di Malata (The Planter of Malata, 1914)
- Vittoria: un racconto delle isole (Victory, 1915)
- La linea d'ombra (The Shadow Line: A Confession, 1917)
- "Well Done!", 1918
- The First News (agosto 1918)
- The Tale (1919), già su "The Strand Magazine" (ottobre 1917)
- The Shock of War: Through Germany to Cracow (1919)
- To Poland in War-time: A Journey Into the East, 1919
- The North Sea on the Eve of War, 1919
- My Return to Cracow, 1919
- Tradition, 1919
- The Polish Question: A Note on the joint Protectorate of the Western Powers and Russia (marzo 1919)
- Some Reflexions Seamanlike and Otherwise on the Loss of the "Titanic" (1919), già su "The English Review" (maggio 1912)
- Some Aspects of the Admirable Inquiry into the Loss of the "Titanic" (1919), già su "The English Review" (luglio 1912)
- La freccia d'oro (The Arrow of Gold: A Story between two Notes, 1919)
- Autocracy and War (1919) già in "The Fortnightly Review" (luglio 1905)
- Guy de Maupassant (1919), già come introduzione a Yvette and Other Stories di Guy de Maupassant (1904)
- Henry James: An Appreciation, 1919
- Anatole France (1919), già in "The Speaker" (luglio 1904)
- Tales of the Sea, 1919
- The Lesson of the Collision: A Monograph upon the loss of the "Empress of Ireland", 1919
- An Observer in Malay, 1920
- Books, 1920
- Alphonse Daudet (1920), già in "The Outlook" (aprile 1898)
- Prince Roman, 1920
- L'animo del guerriero (The Warrior's Soul, 1920)
- Confidence, 1920
- Anatole France "L'île de Pingouins" (1920), già in "The English Review" (dicembre 1908)
- Il salvataggio (The Rescue: A Romance of the Shallows, 1920)
- Notes on Life and Letters, 1920
- Prefazioni e note d'autore (Notes on My Books, 1921)
- La natura di un delitto (The Nature of a Crime, con Ford Madox Ford, 1923) - trad. di Angelica Chondrogiannis, Mattioli 1885, Fidenza 2012 ISBN 978-88-6261-271-5
- L'avventuriero o Il pirata o Il filibustiere (The Rover, 1923)
- L'aquila ferita (Suspense: A Napoleonic Novel, incompiuto e postumo, 1925)
- Le sorelle (The Sisters, incompiuto, 1928)
- Last Essays (1926)

### Epistolari
- The Collected Letters of Joseph Conrad, 9 voll., a cura di Laurence Davies e J.H. Stape, Cambridge University Press, 1983-2007.
- The Selected Letters of Joseph Conrad, a cura di Laurence Davies, ed. illustrata, Cambridge University Press, 2015, ISBN  978-05-211-9192-0.

### Opere pubblicate in italiano
- Sotto gli occhi dell'occidente, Corticelli, 1928
- Cuore di tenebra, Sonzogno, 1928
- Il reietto delle isole, Slavia, 1932
- Vittoria, Sonzogno, 1932
- Il Tifone e altri romanzi, Mondadori, 1949
- Il nero del Narciso, Mondadori, 1950
- Il duello, Mursia, 1977
- Vittoria, Frassinelli, 1996
- L'agente segreto, Frassinelli, 1996.
- Un avamposto del progresso - Cuore di tenebra - Diario del Congo, Frassinelli, 1996
- Nostromo, Crescere, 2012; Rizzoli, Mondadori, Bompiani
- Cattività, Elliot, 2013
- Il caso, tr. Richard Ambrosini, Adelphi, 2013
- Il negro del Narciso, Edizioni Croce, 2013
- Un avamposto del progresso, tr. Matteo Codignola, Adelphi, 2014
- Il salvataggio, Fabrizio Pasanisi, prefazione di Ernesto Ferrero e Dario Pontuale, Nutrimenti, 2014
- Racconti dell'inquietudine, tr. Sara Donegà, Clichy, 2016
- Il filibustiere, tr. Alberto Cavanna, Nutrimenti, 2016
- Fra terra e mare, tr. Daniel Russo, Einaudi, 2016
3 racconti: Il compagno segreto, Freya delle Sette Isole, Un sorriso della sorte
- Il coltivatore di Malata, introduzione e cura di Maria Paola Guarducci, traduzione di Salvatore Asaro, Edizioni Croce, 2016
- Domani, tr. Daniela Sandid, Passigli, 2016
- La natura di un crimine (Ford Madox Ford e Joseph Conrad), Mattioli 1885, Fidenza 2012 traduzione di Angelica Chondrogiannis ISBN 978-88-6261-271-5

### Raccolte complessive italiane[5]
- Opere complete, a cura di Piero Bigongiari, Milano: Bompiani, 1949-66 
  - vol. 1: La follia di Almayer - Racconti inquieti (introduzione di Emilio Cecchi)
  - vol. 2: Un reietto delle isole (introduzione di Adelia Noferi)
  - vol. 3: Il negro del narciso - Tifone e altri racconti (introduzione di Piero Bigongiari)
  - vol. 4: Lord Jim
  - vol. 5: Gioventù e altri due racconti
  - vol. 6: Nostromo (introduzione di F. R. Leavis)
  - vol. 7: L'agente segreto (traduzione di Carlo Emilio Gadda)
  - vol. 8: Un gruppo di sei, (introduzione di Irving Howe)
  - vol. 9: Sotto gli occhi dell'Occidente (prefazione di Piero Bigongiari)
  - vol. 10/11: Lo specchio del mare - Cronaca personale - Racconti tra terra e mare (introduzione e trad. di Piero Jahier)
  - vol. 12: Destino (introduzione di Henry James)
  - vol. 13: La linea d'ombra - Entro le maree (introduzione di Francesco Arcangeli)
  - vol. 14: Vittoria (introduzione di F. R. Leavis)
  - vol. 15/16: La freccia d'oro - Il salvataggio (introduzione di Virginia Woolf)
  - vol. 17: Appunti di vita e di letteratura (introduzione di Edward Garnett)
  - vol. 18: L'avventuriero (The Rover), trad. di Camillo Pellizzi, 1950; Introduzione di Virginia Woolf, Bompiani, 1984
  - vol. 19: Incertezza (introduzione di Jean-Jacques Mayoux)
  - vol. 20: Racconti ascoltati - Ultimi saggi (con introduzioni di Ernest A. Baker e di Edward Morgan Forster)
  - vol. 21: Avventura romantica (introduzione di Claudio Gorlier e Ford Madox Hueffer)
  - vol. 22: Gli eredi - La natura di un delitto (introduzioni di Claudio Gorlier e Henry Louis Mencken)
  - vol. 23: Teatro: Un giorno ancora - Anne la ridente - L'agente segreto (introduzione di Marcella Bonsanti)
  - vol. 24: Epistolario (introduzione di Alessandro Serpieri)

- Tutte le opere narrative di Joseph Conrad, con introduzioni di Elio Chinol, Franco Marenco e Renato Prinzhofer, Milano: Mursia, 1967-86
  - vol. 1: Tutti i romanzi e i racconti brevi ISBN 978-88-425-4215-5
  - vol. 2: Romanzi della Malesia ISBN 978-88-425-2867-8
  - vol. 3: Romanzi occidentali ISBN 978-88-425-8518-3
  - vol. 4: Ultimi romanzi: Vittoria e romanzi mediterranei ISBN 978-88-425-4215-5
  - vol. 5: Opere varie: Autobiografia, saggi, teatro e cinema ISBN 978-88-425-3113-5

- Opere complete, a cura di Ugo Mursia, Milano: Mursia, 1985
  - vol. 1: La follia di Almayer: una storia di un fiume orientale, presentazione di Elio Chinol ISBN 978-88-425-0213-5
  - vol. 2: Un reietto delle isole, presentazione di Mario Curreli ISBN 978-88-425-8572-5
  - vol. 3: Il negro del Narcissus, presentazione di Elio Chinol ISBN 978-88-425-0648-5
  - vol. 4: Racconti inquieti - Le sorelle, presentazione di Mario Curreli ISBN 978-88-425-0539-6
  - vol. 5: Lord Jim, presentazione di Elio Chinol ISBN 978-88-425-1061-1
  - vol. 6: Tifone e altri racconti, presentazione di Mario Curreli ISBN 978-88-425-8571-8
  - vol. 7: Giovinezza - Cuore di tenebre - Al limite estremo, presentazione di Mario Curreli ISBN 978-88-425-8565-7

- Opere, a cura di Mario Curreli, Bompiani, Milano
  - vol. 1: Romanzi e racconti, 1895-1903, 1990 ISBN 88-452-1619-5 ISBN 88-452-4768-6
  - vol. 2: Romanzi e racconti, 1904-1924, 1995 ISBN 88-452-2479-1 ISBN 88-452-5190-X

- Joseph Conrad, Antologia critica, a cura di M. Bignami, LED Edizioni Universitarie, Milano, 1993 ISBN 88-7916-014-1
- Typhoon con testo inglese, traduzione francese di André Gide e italiana di Ugo Mursia è stato pubblicato in versione trilingue nella collana "Scrittori tradotti da scrittori" n. 50, a cura di Valerio Magrelli, Einaudi, Torino 1993; un'introduzione generale a Conrad, di Piero Sanavio, è reperibile nell'edizione bilingue di Conrad, Tifone, Milano, Bur, 1996.
- Gli eroi dell'ombra. Antologia della letteratura di spionaggio, Mondadori, 1981, contiene il racconto L'informatore

- Romanzi del mare, Romanzi della Malesia, Romanzi e racconti d'avventura di terra e di mare, apparsi separatamente, Roma, Newton Compton Editori, 1991-1992; poi in I grandi romanzi e racconti, ed. in unico volume, Collana I Mammut, Newton Compton, 2013.

## Trasposizioni

### Cinema
- Lord Jim (1925), diretto da Victor Fleming.
- Lord Jim (1965) diretto da Richard Brooks e interpretato da Peter O'Toole, James Mason, Eli Wallach, Jack Hawkins, Paul Lukas, Daliah Lavi.
- L'avventuriero (1967), diretto da Terence Young, e interpretato da Anthony Quinn e Rita Hayworth, tratto dall'ultimo scritto di Conrad.
- Da Il duello è stato tratto nel 1977 il film I duellanti, il primo diretto da Ridley Scott, interpretato da Harvey Keitel, Keith Carradine, Albert Finney, Edward Fox.
- Da Cuore di tenebra è stato tratto nel 1994 un film di non grande successo, diretto da Nicolas Roeg, con James Fox, Tim Roth, John Malkovich.
- Sul racconto di Joseph Conrad Amy Foster si basa una sceneggiatura di Tim Willocks, che ha portato, nel 1997, alla realizzazione del film Lo straniero che venne dal mare, diretto da Beeban Kidron e con Rachel Weisz nel ruolo della protagonista e Vincent Pérez nel ruolo del naufrago Yanko.
- Alberto Pezzotta sul Corriere della Sera del 2 dicembre 2007 afferma che sono più di 100 i film tratti da Conrad e tra questi cita, oltre ad Apocalypse Now di Francis Ford Coppola e ad alcuni su riportati, La linea d'ombra (1976) di Andrzej Wajda, da Il ritorno è stato tratto Gabrielle (2005) di Patrice Chéreau mentre da L'agente segreto sono stati tratti i film Sabotaggio (1934) di Alfred Hitchcock e L'agente segreto (1996) di Christopher Hampton con Robin Williams.

### Televisione
- La follia di Almayer 1972, regia di Vittorio Cottafavi, con Giorgio Albertazzi e Rosemarie Dexter
- Un reietto delle isole 1980, regia di Giorgio Moser, con Sergio Fantoni e Maria Carta.
- Il corsaro 1985, regia di Franco Giraldi, con Philippe Leroy e Fabrizio Bentivoglio.
- Nostromo, regia di Alastair Red – miniserie TV (1996), con Claudio Amendola, Colin Firth, Albert Finney e Claudia Cardinale.
- Lord Jim, serie televisiva del 2002 prodotta dalla Televisione polacca, diretta da Laco Adamik e con Michał Żebrowski nella parte di Lord Jim[6].

### Videogiochi
- Il videogioco Spec Ops: The Line rimanda fortemente al suo romanzo Cuore di tenebra